# Salmisfjärden
Salmisfjärden är en fjärd i Finland. Den ligger i landskapet Egentliga Finland, i den sydvästra delen av landet, 200 km väster om huvudstaden Helsingfors.
Salmisfjärden avgränsas av Fjärdskären i norr, Kråkskären i öster, Österholm och Medelholmen i söder, Lindö i sydväst samt Leham i nordväst. 